# Intuicjonizm (matematyka)
Intuicjonizm – pogląd filozoficzny w zakresie istnienia obiektów matematycznych. Intuicjonizm jest prądem blisko związanym z finityzmem i innymi nurtami konstruktywizmu matematycznego. Powstał głównie w związku z pojawieniem się teorii mnogości i paradoksów ujawnionych w jej ramach, jednak jego kontekst jest szerszy i ogólnie obejmuje odpowiedź na problemy wynikające z koncepcji nieskończoności i granicy w matematyce. Jego prekursorem był Leopold Kronecker. Intuicjoniści uważają, że pewne atrybuty niektórych prostych obiektów matematycznych, jak np. liczb naturalnych czy obiektów geometrycznych lub własności przestrzeni, są nam dane i są dostępne poznaniu dzięki intuicjom, jakie posiadamy na ich temat, niepotrzebna do nich logika czy doświadczenie. Uważają oni, że treść twierdzeń matematycznych, a zwłaszcza mechanizmy prowadzące do rozwoju wiedzy matematycznej w znacznej mierze dostępne są dzięki intuicji, możliwości wglądu i zrozumienia ich znaczenia dzięki pewnym często pierwotnym intuicjom umysłu matematyków. Głównym przedstawicielem intuicjonizmu był Luitzen Egbertus Jan Brouwer, który proponował budowę spójnej bazy zasad matematycznych w celu budowy systemu podstaw matematyki z pominięciem koncepcji, które intuicjonizm krytykuje, a więc niekonstruktywne dowody, żonglowanie nieskończonością aktualną itp.
Intuicjonizm neguje prawdziwość niektórych z aksjomatów logiki formalnej, a zwłaszcza aksjomat wyłączonego środka({\displaystyle a\vee \neg a}), twierdząc, że w niektórych przypadkach fakt udowodnienia fałszywości negacji zdania {\displaystyle p} nie implikuje prawdziwości zdania {\displaystyle p} (zobacz: dowód nie wprost), zwłaszcza gdy sensem udowodnionego zdania p jest teza o istnieniu pewnych obiektów (p. dowód niekonstruktywny). Tym samym prawo wyłączonego środka stosuje się zdaniem intuicjonistów tylko do określonych zdań i nie obejmuje zdań stwierdzających o istnieniu obiektów. Intuicjoniści twierdzą, że z faktu, iż – z założenia, że pewne obiekty nie istnieją, wynika sprzeczność – nie wynika jeszcze ich istnienie; jeśli nie podano sposobu konstrukcji takich obiektów, to w istocie nie wykazano ich istnienia (pomimo że założenie o ich nieistnieniu prowadzi do sprzeczności). Tym samym stawiają oni znak zapytania w zagadnieniu istnienia tak podstawowych obiektów, jak liczby rzeczywiste niewymierne, czy pojęcie „dowolna liczba”, które jest dla ortodoksyjnego intuicjonisty pozbawione sensu (można za to wypowiadać sądy o dowolnych konkretnych liczbach).
Intuicjonizm stoi w niejakiej opozycji w stosunku do poglądów upatrujących sensu twierdzeń matematycznych wyłącznie w ich wyprowadzalności z aksjomatów, jak logicyzm, a zwłaszcza formalizm. Szczególnie mocno podkreśla on, że matematyka zawiera pewną treść, zaś udowadnianie i tworzenie nowych twierdzeń jest aktem twórczym nie polegającym wyłącznie na żonglowaniu symbolami matematycznymi.
Program intuicjonizmu realizowany przez Brouwera i jego uczniów nie doczekał się wielu kontynuatorów, pomimo pewnych sukcesów i udanej przebudowy niektórych działów matematyki, by pozostawały w zgodzie z zasadniczymi tezami budowniczych szkoły intuicjonistycznej. Współcześnie intuicjonizm nie ma znaczenia dla rozwoju matematyki, zwłaszcza jako program budowy jej fundamentów i pozostaje raczej prywatnym poglądem intuicjonistów na znaczenie tez matematycznych.

## Przedstawiciele
- Luitzen Egbertus Jan Brouwer
- Henri Poincaré
- Arend Heyting